# Ferrari F2007
Ferrari F2007 – bolid teamu Scuderia Ferrari, używany w sezonie 2007 Formuły 1. Bolid został zaprezentowany 14 stycznia 2007 roku, w Maranello (Włochy). Bolid został następcą konstrukcji z sezonu 2006, Ferrari 248 F1. Jego następcą jest Ferrari F2008, który był używany w sezonie 2008. Kierowcami bolidu zostali Felipe Massa i Kimi Räikkönen. Pojazd zadebiutował w Grand Prix Australii 2007, a ostatni wyścig przejechał podczas Grand Prix Brazylii 2007.
W F2007, swój pierwszy i ostatni mistrzowski tytuł wśród kierowców, zdobył Kimi Räikkönen. Ekipa również dzięki dyskwalifikacji zespołu McLaren, zdobyła mistrzostwo wśród konstruktorów.

## Wyniki w Formule 1
| Legenda oznaczeń w tabelach wyników Wyświetl szablon na nowej stronie | Legenda oznaczeń w tabelach wyników Wyświetl szablon na nowej stronie                                                                     |
| Oznaczenie                                                            | Wyjaśnienie |
| --------------------------------------------------------------------- | --- |
| Złoty                                                                 | Zwycięzca lub mistrzostwo |
| Srebrny                                                               | 2. miejsce lub wicemistrzostwo |
| Brązowy                                                               | 3. miejsce lub II wicemistrzostwo |
| Zielony                                                               | Ukończył, punktował (w klasyfikacji generalnej, gdy zdobył co najmniej jeden punkt na przestrzeni sezonu, poza trzema powyższymi opcjami) |
| Niebieski                                                             | Ukończył, nie punktował (w klasyfikacji generalnej, gdy nie zdobył co najmniej jednego punktu na przestrzeni sezonu)                      |
| Czerwony                                                              | Nie zakwalifikował się (NZ) |
| Czerwony                                                              | Nie prekwalifikował się (NPK) |
| Różowy                                                                | Nie ukończył (NU) |
| Różowy                                                                | Niesklasyfikowany (NS) (w klasyfikacji generalnej, gdy nie został sklasyfikowany w żadnym wyścigu sezonu)                                 |
| Czarny                                                                | Zdyskwalifikowany (DK) |
| Czarny                                                                | Wykluczony (WYK/EX) |
| Biały                                                                 | Nie wystartował (NW) |
| Biały                                                                 | Kontuzjowany (K/INJ) |
| Biały                                                                 | Wyścig odwołany (OD/C) |
| Bez koloru                                                            | Został wycofany (WYC/WD) |
| Bez koloru                                                            | Nie przybył (NP/DNA) |
| Bez koloru                                                            | Nie brał udziału w treningach (NT/DNP) |
| Bez koloru                                                            | Nie został zgłoszony (–) |
| Pogrubienie                                                           | Start z pole position |
| Kursywa                                                               | Najszybsze okrążenie wyścigu |
| †                                                                     | Nie ukończył, ale jego rezultat został zaliczony ze względu na przejechanie więcej niż 90% dystansu wyścigu.                              |
| *                                                                     | Sezon w trakcie |
| 1/2/3                                                                 | Punktowana pozycja w sprincie |
| Lista systemów punktacji Formuły 1                                    | |

| Sezon | Konstruktor | Kierowcy       | Wyniki w poszczególnych eliminacjach | Wyniki w poszczególnych eliminacjach | Wyniki w poszczególnych eliminacjach | Wyniki w poszczególnych eliminacjach | Wyniki w poszczególnych eliminacjach | Wyniki w poszczególnych eliminacjach | Wyniki w poszczególnych eliminacjach | Wyniki w poszczególnych eliminacjach | Wyniki w poszczególnych eliminacjach | Wyniki w poszczególnych eliminacjach | Wyniki w poszczególnych eliminacjach | Wyniki w poszczególnych eliminacjach | Wyniki w poszczególnych eliminacjach | Wyniki w poszczególnych eliminacjach | Wyniki w poszczególnych eliminacjach | Wyniki w poszczególnych eliminacjach | Wyniki w poszczególnych eliminacjach | Wyniki kierowców | Wyniki kierowców | Wyniki konstruktora | Wyniki konstruktora |
| Sezon | Konstruktor | Kierowcy       | AUS                                  | MYS                                  | BHR                                  | ESP                                  | MCO                                  | CAN                                  | USA                                  | FRA                                  | GBR                                  | EUR                                  | HUN                                  | TUR                                  | ITA                                  | BEL                                  | JPN                                  | CHN                                  | BRA                                  | Punkty           | Pozycja          | Punkty              | Pozycja             |
| ----- | ----------- | -------------- | ------------------------------------ | ------------------------------------ | ------------------------------------ | ------------------------------------ | ------------------------------------ | ------------------------------------ | ------------------------------------ | ------------------------------------ | ------------------------------------ | ------------------------------------ | ------------------------------------ | ------------------------------------ | ------------------------------------ | ------------------------------------ | ------------------------------------ | ------------------------------------ | ------------------------------------ | ---------------- | ---------------- | ------------------- | ------------------- |
| 2007  | Ferrari     | Felipe Massa   | 6                                    | 5                                    | 1                                    | 1                                    | 3                                    | DK                                   | 3                                    | 2                                    | 5                                    | 2                                    | 13                                   | 1                                    | NU                                   | 2                                    | 6                                    | 3                                    | 2                                    | 94               | 4                | 204                 | 1                   |
| 2007  | Ferrari     | Kimi Räikkönen | 1                                    | 3                                    | 3                                    | NU                                   | 8                                    | 5                                    | 4                                    | 1                                    | 1                                    | NU                                   | 2                                    | 2                                    | 3                                    | 1                                    | 3                                    | 1                                    | 1                                    | 110              | 1                | 204                 | 1                   |